# Ece (chimiquier)
Pour les articles homonymes, voir Ece.

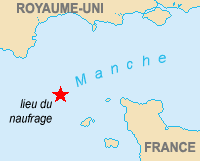
Position du naufrage

L’Ece est un navire chimiquier construit en 1988. Il naviguait sous pavillon des îles Marshall. Il mesurait 126 mètres de long et pesait 8 003 tonnes.
Il est entré en collision le 31 janvier 2006 vers 3 h du matin avec un vraquier, le General Grot Rowecki, sous pavillon maltais, qui a aussitôt donné l'alerte.
La collision s'est produite à environ 50 milles nautiques de Cherbourg, à l'entrée du dispositif de séparation du trafic des Casquets.
L'équipage a pu être évacué, et le General Grot Rowecki a été autorisé à poursuivre sa route.
Pris en remorque par l’Abeille Liberté à 15 h 30, il a fini par sombrer le 1er février à 3 h 37 du matin avec les 10 000 tonnes d'acide phosphorique de sa cargaison et 90 tonnes de fioul. Il repose par 70 mètres de fond près du lieu de la collision (49° 43′ 07″ N, 3° 15′ 02″ O).
Au milieu de la matinée du 1er février, deux pellicules de pollution ont été observées en surface, sans qu'on connaisse leur origine.
Des prélèvements à proximité de l'épave ont montré des taux de phosphate 5 fois supérieurs à la normale. L'armateur a été mis en demeure d'organiser le traitement de l'épave.
Une négociation entre les autorités britanniques et françaises d'un côté, l'armateur et ses assureurs de l'autre, a abouti le 16 juin 2006 a un accord pour l'enlèvement des hydrocarbures qui restaient dans l'épave (une quarantaine de tonnes) et la libération contrôlée programmée de l'acide phosphorique en ouvrant avec un robot télécommandé les panneaux d'accès à chacune des 6 citernes. L'opération a été conduite par l'armateur pendant la période estivale 2006 sous le contrôle des autorités.